# Ching-Te (cráter)

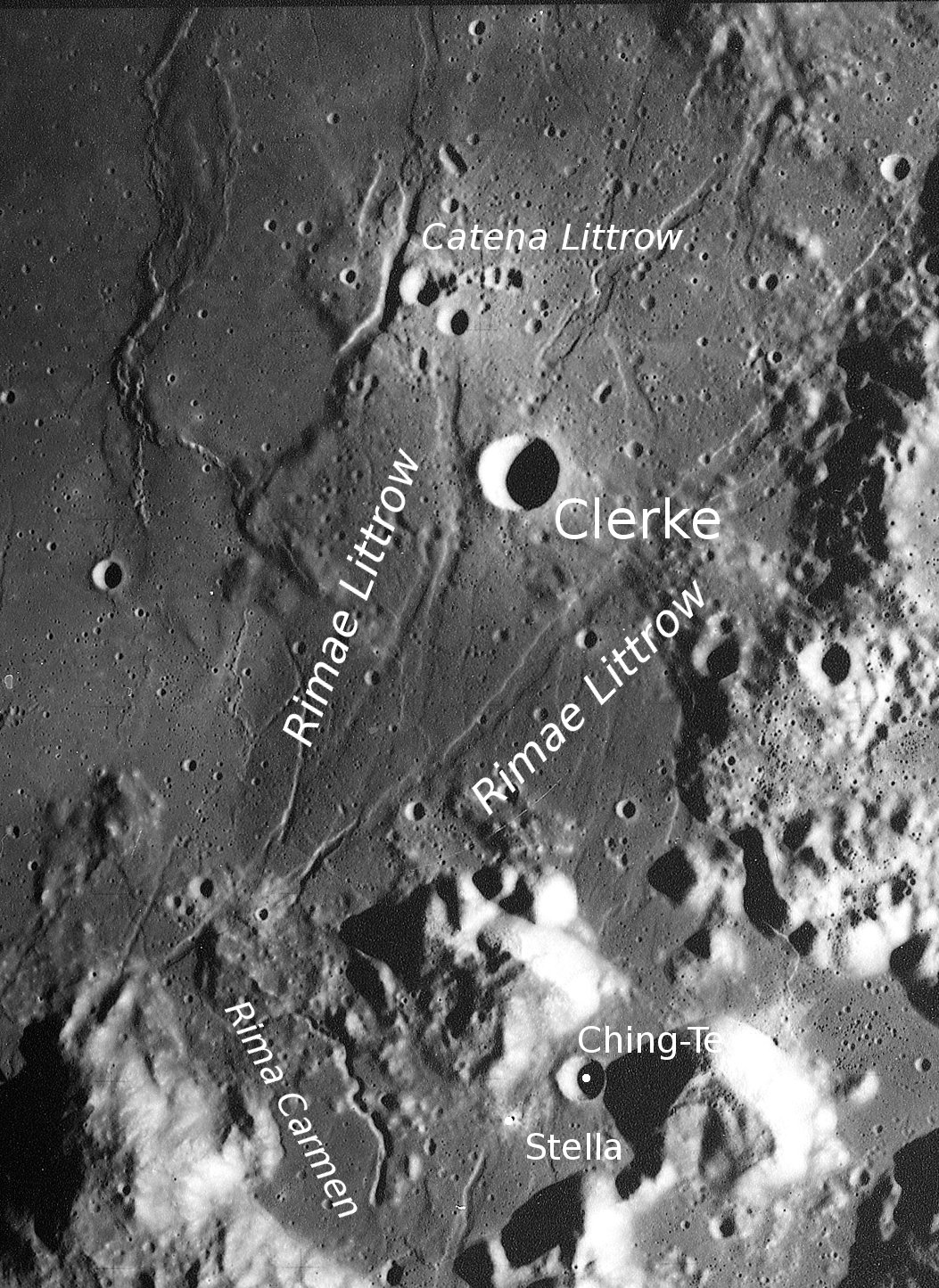
Localización de Ching-Te (abajo).
Imagen del Apolo 17.

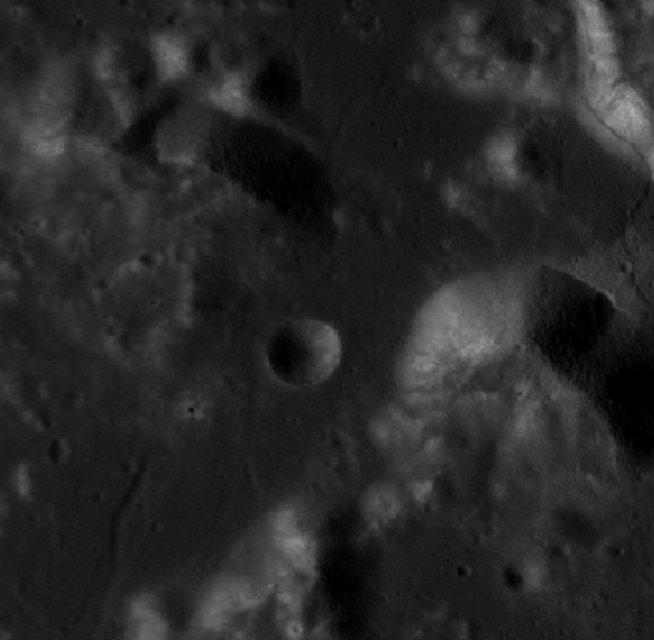
Fotografía de la misión
Lunar Reconnaissance Orbiter

Ching-Te es un pequeño cráter de impacto lunar situado en una zona montañosa al este del Mare Serenitatis. Se trata de una formación circular, en forma de cuenco, sin rasgos distintivos. Al sur-sureste del cráter aparece el cráter Fabbroni, y al noreste se sitúa Littrow. Al norte de Ching-Te se localiza la Rimae Littrow, así como el cráter Clerke.
|  |

Un valle situado a unos 20 kilómetros al este es el lugar de aterrizaje de la expedición Apolo 17.
Entre Ching-Te y el Mons Argaeus situado al suroeste se encuentra un pequeño cráter que ha sido designado Stella por la  UAI. La denominación del cráter es un nombre femenino en latín, y al igual que con Ching-Te, no es el nombre de una persona en concreto. Las coordenadas selenográficas de este otro cráter son 19.9 ° N, 29.8 ° E, y tiene un diámetro de 1 km.